# Arnejšek
Arnejšek je priimek v Sloveniji, ki ga je po podatkih Statističnega urada Republike Slovenije na dan 1. januarja 2021 uporabljalo 18 oseb. Ta priimek je po pogostnosti na 14.194 mestu.
Priimek Arnejšek je nastal iz imena Jernej, oz. prvotno tudi Bartolomej. Iz imena Jernej in njegovih oblik so nastali priimki Arne, Arnečič, Arnejc, Arnejčič, Arnejšek, Jerne, Jernečič, Jernej, Jernejc, Jernejčič, Jernejec, Jernejšek ter Bartel, Bartelj, Bartol, Bartolj, Brtoncelj, Paternež, Patrnoš.

## Znani nosilci priimka
- ‎Boris Arnejšek - Maks (1921-1992), slovenski partizan, udeleženec medvojnega Zbora odposlancev slovenskega naroda
- Milan Arnejšek, harmonikar, glasbeni pedagog
- Milenko Arnejšek - Prle (1948-2009), slovenski alpinist, gorski vodnik, gorski reševalec, glasbenik in pisec